# المسعودية (ساوجبلاغ)
المسعودية هي قرية في مقاطعة ساوجبلاغ، إيران. يقدر عدد سكانها بـ 108 نسمة بحسب إحصاء 2016.